# Ослободилачка војска Косова
Ослободилачка војска Косова (ОВК; алб. Ushtria Çlirimtare e Kosovës), позната по свом акрониму УЧК (од алб. UÇK), била је албанска сепаратистичка милиција, која се оружаним нападима на званичне државне органе (војску, полицију и друге) и цивиле свих националности, борила за отцепљење Косова и Метохије од Србије и Савезне Републике Југославије (СРЈ), као и стварање Велике Албаније. Многи домаћи и страни аналитичари је због њених метода деловања сматрају терористичком организацијом, али постоје и они који је називају герилом. Према налазима државних органа Србије, али и западних обавештајних служби, основни вид финансирања ОВК био је наркотероризам, који је чинио најмање половину њених средстава, док је и добар део осталих средстава прикупљен другим криминалним активностима.
ОВК је основана 1993, а први пут у јавност је изашла 1996. Први отворен напад ОВК збио се 21. јула 1998. када су две гранате ОВК погодиле Манастир Светог Козме и Дамјана, у селу Зочиште код Ораховца, након чега су извршили злочин отмице седам монаха и 28 присутних цивила. Оснивач и вођа ОВК био је Адем Јашари, који је почетном 1990-их основао групу Јашари, док после ликвидације терористичке групе Јашари најзначајније место преузима Хашим Тачи. Након случаја Рачак и неуспелих преговора у Рамбујеу из 1999, НАТО је извршио бомбардовање Југославије, које је и даље контроверзна тема.
Септембра 1999, након завршетка рата и доласка међународних снага на Косово и Метохију, ОВК је званично распуштена и хиљаде њених припадника ушло је у Косовски заштитни корпус. Међутим, завршетак рата на Косову и Метохији довео је до појаве изданака милитантних група и политичких организација које су чинили некадашњи припадници ОВК. Сукоби су настављени на југу Србије (1999—2001) и северозападу Македоније (2001). Бројни припадници ОВК су потом ушли у политику, а неки од њих су доспели на високе функције.
ОВК је добијала велика средства од организација албанске дијаспоре. Припадници ОВК су током и након рата починили бројне злочине, као што су масакри над цивилима, трговина органима, формирање логора и уништавање културних и религијских споменика. У априлу 2014. Скупштина Републике Косово је формирала специјални суд са међународним судијама са циљем утврђивања злочина почињених у периоду од 1999. до 2000. У јуну 2020. Косовска специјализована већа и Канцеларија специјалног тужилаштва подигли су оптужнице за злочине против човечности и ратне злочине против једног броја бивших припадника ОВК, укључујући бившег председника Републике Косово Хашима Тачија.

## Историја

### Настанак
У фебруару 1982. су Албанци у Немачкој пореклом са Косова, основали организацију Народни покрет Косова - НПК (алб. Lëvizja Popullore e Kosovës) као конкурентну организацију пацифистички оријентисаном Демократском савезу Косова (алб. Lidhja Demokratike e Kosovës) Ибрахима Ругове. НПК се од почетка залагао за оружану борбу против српске војске, полиције и народа, као и против колаборатора из сопственог албанског народа. У мају 1993. се у Приштини из НПК-а одваја десна фракција и назива Национални покрет за ослобођење Косова - НПОК (алб. Lëvizja Kombëtare për Çlirimin e Kosovës). Та организација је покушала да оснује оружане групе и учествовала је у набавци оружја како међу члановима организације у Њемачкој, тако и на Косову и Метохији.
Ове две партије су наилазиле на подршку млађих Албанаца пореклом са Косова у земљама западне Европе. Руговин ДСК је подршку добијао из владајућег слоја албанског друштва још из старе комунистичке Југославије.
По неким проценама, око 5.000 Албанаца се у грађанском рату у Хрватској и Босни и Херцеговини борило против Срба а на страни Хрвата и Муслимана. Део њих се касније прикључио ОВК.
ОВК почиње са масовном набавком оружја и војном обуком својих припадника од 1994. године. Та обука се делимично изводила на територији Албаније уз подршку њене регуларне војске.

### Терористичка дејства
Од почетка 1995. године до краја 1998. године албанске терористичке групе извршиле су укупно 1.845 оружаних напада на припаднике полиције, као и на грађане свих националности и њихову имовину. Од укупног броја напада, 1.075 напада је усмерено ка припадницима и објектима полиције, 745 напада ка цивилима и њиховој имовини, а 25 напада је било усмерено на насеља и објекте у којима су живеле избеглице из бивших југословенских република.
У тим терористичким нападима најчешће зверски убијено је 364 људи. Међу њима је било 122 полицајца и 242 цивила са Косова и Метохије (међу цивилима 97 Албанаца означених колабораторима). Истовремено је теже и лакше повређено 605 лица, од којих 426 припадника полиције и 179 грађана свих националности.
У периоду 1. јануар - 31. октобар 1998. године, током антитерористичких акција српске војске и полиције широм Косова и Метохије од поражених терориста заплењено је 8.894 аутоматске пушке и пиштоља, али и тешко наоружање (29 бестрзајних топова, 37 минобацача, 239 ручних бацача, 15 ракетних бацача амбруст), тоне минско-експлозивних средстава, 124.598 m различитих калибара, огромну количину војне опреме и униформи, медицинских апарата и материјала, специјална средства за осматрање, 21 радио станицу.
У току 1998. године дошло је и до 176 граничних инцидената приликом покушаја терориста (у неким случајевима бројчано веома јаких и у фронталном налету) да, најчешће носећи велике количине оружја и војне опреме, нелегално уђу на територију Косова и Метохије из Албаније. У тим сукобима на граници погинуло је 30 официра и војника Војске Југославије, а један број је и рањен. Војска Југославије запленила је на граници више од 80 тона лаког и тешког наоружања свих калибара, муниције и војне опреме.
Отмице, мучења, масакрирања, логори и стратишта били су такође видљиви на Косову и Метохији као последица албанског тероризма. У току 1998. године отето је укупно 249 лица. Међу њима је било 13 припадника МУП-а који су касније мучени и убијени. Осталих 236 отетих били су цивили лојални властима СРЈ. Од укупног броја отетих цивила 21 је убијен, 88 је после зверског мучења ослобођено, а судбина 127 цивила је непозната.

### Први напади и јавни наступи
Од 1996. до 1998. ОВК је преузела одговорност за 21 убиства: 5 полицајаца (Срби) и 16 цивила од којих је било 5 Срба и 11 Албанаца означених колабораторима. По подацима Министарства унутрашњих послова Србије, ОВК је била одговорна за убиство 10 полицајаца и 24 цивила.
Један од оснивача и главних команданата ОВК, Захир Пајазити, који је организовао јединице ОВК на подручју Подујева, погинуо је са двојицом својих сабораца у сукобу са полицијом код Вучитрна 31. јануара 1997. године.
Интернационални медији по први пут ову организацију спомињу у мају 1997. године. Прве фотографије чланова ОВК у униформи се у медијима појављују 28. новембра 1997. на сахрани Албанца Халита Гечаја (алб. Halit Gecaj), који је погинуо приликом напада ОВК на полицијску станицу.

### 1998: Офанзива и пораз
Борбе између полицијских снага Србије и ОВК су трајале од фебруара до октобра 1998. ОВК се до почетка јула налазила у офанзиви и под њеном контролом је имала око једну трећину територије Косова и Метохије. Од августа су полицијске снаге кренуле у противофанзиву и вратиле под своју контролу већину заузетих територија. У офанзиви полицијских снага је учествовало око 20.000 полицајаца.
Као последица борби у току 1998. долази до уништења многих српских и албанских насеља. У љето 1998. на подручју Косова и Метохије се налазило око 60.000 избјеглица.

### 1999: ОВК и НАТО током агресије на СРЈ
Најкасније почетком НАТО бомбардовања на СР Југославију 24. марта 1999, ОВК постаје савезник НАТО-а. Током бомбардовања је НАТО био у сталном контакту са ОВК. Тај контакт је оствариван преко албанске армије и путем незваничних канала тј. преко шпијуна ЦИА, САС-а и других тајних служби. Припадници ОВК, које је обучавао британски САС, након обуке у Албанији, опремани су модерном комуникационом техником уз помоћ које су након преласка на територију СРЈ наводили бомбардере НАТО-а на циљеве на земљи.
Повлачењем српске војске и полиције почетком јуна 1999. и закључним уласком НАТО-а на Косово и Метохију, почео је и крај ОВК: УН и КФОР су захтијевали њено разоружавање и распуштање. УН нације су одбациле чак и опцију стварања војске Косова, која је била примамљива за ОВК. ОВК је званично распуштена 20. септембра 1999. године; Фактички је она у ствари трансформисана у Косовски заштитни корпус и Полицију Косова.

## Злочини које је починила ОВК
Досије Жута Кућа је назив који се у јавности користи за истрагу о трговини људским органима у Албанији и на Косову и Метохији током 1999. године. Прва је тврдње о трговини људским органима изнела у јавност бивша тужитељка Хашког трибунала Карла дел Понте, у својој књизи „Лов: Ја и ратни злочинци”, коју је објавила по одласку са дужности. Према извештају Савета Европе од 12. децембра 2010. године организатор отимања људи и трговине људским органима био је Хашим Тачи и Дреничка група.
Припадници ОВК су повезивани са девастирањем православних светиња на Косову и Метохији.
Логорима Лапушник и Јабланица је управљала ОВК како би држала српске заробљенике.

### Списак масакара цивила
- Масакр у Клечки
- Напад на Ораховац
- Масакр на Радоњићком језеру
- Масакр на Волујаку
- Масакр у Старом Грацком

## Организација
Јачина, наоружање и степен организованости ОВК, су кроз историју њеног постојања били веома различити. На почетку је ОВК била наоружана претежно калашњиковима кинеске, југословенске и руске производње, уз нешто мина. Пошто јачина зависи и од обучености, може се рећи да је тек при крају свог постојања, бар дјелимично постигла степен обучености, који се могао мјерити са професионално обученим српским полицајцима и војницима. И то првенствено захваљујући обуци САС-а и ЦИА.

### Јачина
Процене јачине ОВК у 1997. се креће од 1000 до 2000 припадника. У току 1998. због масовног прилива добровољаца, регрутовања у иностранству и у избегличким логорима, тај број расте до 15000, по неким проценама и до 20000 припадника.

### Наоружање
У борби против регуларних снага војске и полиције СР Југославије, ОВК је могла употребљавати само оружје, које се могло транспортовати мазгама и магарцима преко пограничних брда са Албанијом. Веће оруђе по правилу јој није било на располагању. Када је 2. марта 1997. године у Албанији проглашено ванредно стање због немира који су уследили после пропасти пирамидалног система банака у јануару, припадници ОВК су у том периоду опљачкали многа војна складишта и доста добро се наоружали.
Оружје које се допремало сепаратистима из страних земаља свој пут кроз Албанију је започињало из луке Драч, док је Ђаковица центар кроз који је пролазио главни пут за пребацивање оружја из Албаније на Косово. Такође, у шумама и планинама западне Македоније тада су се налазили арсенали са више стотина хиљада пушака, пушкомитраљеза, као и топова.
На почетку се наоружање ОВК састојало од аутоматских пушака калашњиков АК-47, нешто тромблонских мина, минобацача и противтенковског наоружања (RPG-7 и RPG-8).
Оружје је долазило највећим дијелом из Албаније, затим из залиха ТО и ЈНА са подручја цијеле СФРЈ, као и из других извора. Један дио наоружања је набављан и од НАТО. Тако је на примјер немачка новинска агенција ДПА, 12. априла 1999. јавила, да је италијанска полиција открила велики магацин оружја намијењеног ОВК. У магацину је пронађено око 30 тона ратног материјала и опреме. Између осталог пронађене су и противавионске и противтенковске ракете, бацачи ракета и муниција. Све је требало бити транспортовано у камионима босанскохерцеговачке регистрације декларисаним као помоћ хуманитарне организације Каритас избјеглицама на Косову.

### Војна обука
Албанска армија је обучавала ОВК од 1996. године. Тренажни центри за обуку терориста налазили су се у градовима Тирана, Елбасан и Тропоја. Такође су постојале и базе у селима Вицедољ, Кукеш, Пескопеја и Лабинот, а обука се вршила и у бази Урла у Турској. Обуку су вршили професионални војни инструктори и легионари из западних држава и из Турске. Њима се 1998. прикључују приватне фирме за војну обуку из САД (нпр. енгл. Military Professional Resources Incorporated), Велике Британије и Немачке. Најкасније 1999, њима се придружују и припадници ЦИА када се активности обуке проширују и на прецизна упутства за борбу против српских полицијских станица и војних постројења и јединица, уз употребу обавештајних података ЦИА и НАТО.

### Панисламски фактор
У редовима ОВК борило се више стотина исламских плаћеника са искуством из претходних ратова по Азији и Африци. Пси рата дошли су на Косово из Авганистана, Чеченије, Турске, Пакистана, Алжира, БиХ, Албаније, Хрватске и из земаља западне Европе (у првом реду из Швајцарске и Немачке).
Да су исламски свети ратници - џихадисти стигли на Косово било је јасно и по тактици на терену. Многи од њих који су ратовали у Чеченији, Авганистану, Либану почели су да користе начине борбе виђене у тим земљама - снајперска дејства, подметање бомби и експлозивних направа, отмице људи, појединачна и масовна убиства цивила, напади на станице полиције, војске и граничне јединице, опсада насеља и ширење страха и панике. Већ у марту 1998. неки страни медији јавили су да у Дреници веома професионално дејствују групе страних плаћеника. Када је 3. маја 1998. године у околини Ђаковице разбијена група терориста, међу погинулима је нађен и један црнопути човек. Према идентификационим документима нађеним код њега установљено је да се ради о Џабер Имад Мадедину из Судана. Нешто касније у једном другом сукобу убијен је Палестинац Абу Хамзех, који је завршио обуку у терористичком логору под контролом муслиманске војске Федерације БиХ у селу Мехурић.
Већина ових терориста се окупљала у сабирне логоре и кампове на северу Албаније, посебно око Тропоје. Из овог градића се пребацују на КиМ, носе црне униформе и траже да им се повере командне улоге. То су утврдили и званични југословенски истражни органи на терену и на основу докумената погинулих и заробљених терориста. Поред униформи, најбољег наоружања, војне опреме и личних докумената, код многих су пронађена и џепна издања Курана и књиге са молитвама на арапском језику. То је било посебно карактеристично за групу која је ликвидирана почетком јула 1998. године у пограничној зони код Ђаковице.
Присуство страних плаћеника потврдио је и представник америчког Стејт Департмента, Роберт Гелбард, у јуну 1998, када је у Вашингтону изјавио се да у оквиру ОВК налазе и Чечени и Иранци.
Тада је већ било познато да борци озлоглашеног јорданског исламског терористе команданта Хатаба припремљени и опремљени у Авганистану и Чеченији, долазе масовно на Косово као плаћеници Исламске терористичке интернационале. Оперативци ЦИА су у Албанији открили неколико људи Осаме бин Ладена, вође Ал Каиде, који су остварили тесне везе са ОВК.
Главна муџахединска јединица на Косову била је јединица Абу Бекир Сидик. Оснивач ове организације је Екрем Авдија из Косовске Митровице. Он је заједно са Абдулахом Духајманом створио камп за обуку муџахедина у селу Тешњу, БиХ. У јединици Абу Бекир Сидик која је дејствовала од маја до краја јула 1998. године, током офанзиве ОВК, повремено се налазило и до 120 исламских терориста, махом из Саудијске Арабије, Ирака, Ирана и Јемена. Након одлуке да се јединица расформира, припадници јединице албанске националности су се вратили у своја пребивалишта на КиМ, док је друга група муџахедина покушала да пређе у Албанију. Том приликом припадници МУП-а Србије су 18. августа 1998. године, приликом илегалног преласка југословенско-албанске границе, ухапсили групу муџахедина међу којима су били и командант Екрем Авдија, Шпенд Коприва и Неџмедин Лауш. Они су осуђени на вишегодишње затворске казне, али су ослобођени на основу Закона о амнестији из 2001. године.

### Командна и војна структура
ОВК је до 1999. године, била релативно хаотична, између ривалских банди и наоружаних цивила, расцјепкана творевина, без јасне вертикалне структуре командовања. Тек у фебруару 1999. се почињу назирати командне структуре када се оснива главни штаб под вођством Сулејмана Селимија. Почетком маја 1999. га наслеђује Агим Чеку (алб. Agim Çeku). Истовремено Хашим Тачи постаје „политички“ представник ОВК, без икаквог утицаја на главни штаб Агима Чекуа.

### Оперативне зоне
ОВК је била подељена у више оперативних зона а Главни штаб се налазио у Ораховцу:
- Оперативна зона Лаб са командом у селу Горња Лапаштица обухватала је општине: Подујево са око 1800 терориста сврстаних у 151. бригаду (штаб у селу Брадаш), 152. бригаду (штаб у селу Коњушевац), 153. бригаду (штаб у селу Злаш) и посебну мобилну јединицу.
- Оперативна зона Дреница обухватала је општине: Глоговац и Србицу, делове општина Косовске Митровице, Клину, Вучитрн и Обилић са око 3000 терориста. Главни штаб је био у селу Ликовац. На подручју ове зоне деловале су 111. бригада, 112. бригада (штаб у селу Лауша), 113. бригада (штаб у селу Овчарево) 114. бригада (штаб у селу Пољанце) и 140. бригада (штаб у селу Градица)
- Оперативна зона Шаља обухватала је општине: Косовске Митровице, Вучитрн, Обилић са око 1000 терориста са командом у Бајгори. Главна терористичка јединица на овом подручју била је 141. бригада са штабом у селу Баре.
- Оперативна зона Неродимље обухватала је делове општина: Липљан, Урошевац, Качаник и Сува Река са око 1500 терориста и командом у селу Језерце. На простору ове зоне активне су биле 118. бригада из села Будаково, 121. бригада из села Клечка и 161. бригада из села Малопољце.
- Оперативна зона Дрим обухватала је општине: Ораховац, део Суве Реке и Клине са око 1500 терориста и командом у селу Пагаруша. На овом подручју дејствовале су 115. бригада са штабом у селу Пагаруша, 116. бригада са штабом у селу Понорац, 122. бригада и бригада Г. Пачаризи са штабом у селу В. Дреновац
- Оперативна зона Дукађин обухватала је општине: Дечани, Пећ, Ђаковица, Клина са око 2500 терориста и командом у селу Јабланица. У овој зони су биле активне бригада Бели Дрим из Црвеног Крша, 117. бригада из села Јабланица и 134. бригада из села Аџовићи.
- Оперативна зона Паштрик обухватала је делове општина: Призрен и Сува Река са око 2500 терориста. Ту су дејствовале 123. бригада из села Семетиште и 124. бригада из села Ретимље.
- Оперативна зона Карадак обухватала је општине: Гњилане и околину са штабом у селу Жеговце. На овом подручју није било већих активности ОВК.

### Логистика
Пошто ОВК није посједовала вертикалну командну структуру, једини облик шире сарадње између ривалских ОВК кланова је била набавка муниције. Све остало је пљачкано и отимано (српска села). Један дио су чиниле и „донације“ из иностранства (дијелом на силу скупљени ратни порез од Албанаца са Косова у земљама западне Европе) и од локалног албанског становништва. У љето 1998, ОВК је посједовала три пољске болнице, веома мало квалификованог медицинског персонала и занемариву количину медикамената.

## Финансирање
О финансирању ОВК The Strategic Issues Research Institute of the United Statesпостоји веома мало поузданих података који су дјелимично контрадикторни. Највећи дио финансијских средстава је стизао од Албанаца из иностранства (САД, Швајцарска, Њемачка и Аустрија) од чега већина потиче из криминалних извора и илегалних активности (трговина дрогом, уцјене, прање новца, итд.). Сматра се, да је до почетка 1999. ОВК располагала средствима висине између 500 и 900 милиона марака.

### Донације
Од српских власти прећутно толерисана пацифистички оријентисана влада у сјенци Ибрахима Ругове, је 90-их година 20. вијека, у дијаспори скупљала донације свих запослених Албанаца у висини од три процента њихове бруто зараде. Крајем 1997. године, ОВК је захтијевала предају тих средстава у своје руке, након чега су избиле свађе између ОВК и Руговине ДЛК.
Најкасније тада је ОВК почела самостално прикупљати новац у иностранству, као на примјер, код албанске дијаспоре у Њујорку. Како су касније поједини функционери ОВК признали, Албанцима у иностранству је у то вријеме, био препуштен избор којој организацији ће давати „донацију“ - ОВК или Руговиној ДЛК.

### Трговина дрогом
Познате берлинске новине Берлинер Цајтунг у издању од 4. марта 1999. године, су цитирале западне тајне службе, по којима половина средстава којима ОВК располаже, долазе од трговине дрогом.
| „                  | Како Берлинер Цајтунг у Бриселу сазнаје, тајне службе процјењују досадашње приходе ОВК на преко 900 милиона марака. Најмање половина од тога потиче из илегалне трговине дрогом. Остатак је сакупљен у фондовима која носе имена као Домовина зове или Домовини треба твоја помоћ. Трговина дрогом се протеже од Авганистана па све до западне Европе. Да знатан дио укупног промета дрогом лежи у рукама косовских Албанаца, је познато и европским полицијским органима - Европолу, у Хагу. | ” |
| — Берлинер Цајтунг | |   |